# تشارلز أ. لي
تشارلز أ. لي (بالإنجليزية: Charles A. Lee)‏ هو منافس ألعاب قوى أمريكي، ولد في 18 نوفمبر 1977.